# Dez Eunucos
Os Dez Eunucos, eram influentes eunuco-funcionários da corte imperial do Imperador Ling (168-189 d.C.) na dinastia Han Oriental da China, que tinha formado um grupo.  Embora eles são muitas vezes referidos como um grupo de 10, na verdade, foram 12 deles e todos ocuparam o cargo de zhong changshi (中常侍; "Servo Regular Central") para a corte do Imperador Ling.
Os doze eunucos eram: Zhang Rang (張讓), Zhao Zhong (趙忠), Xia Yun (夏惲), Guo Sheng (郭勝), Sun Zhang (孫璋), Bi Lan (畢嵐), Li Song (栗嵩), Duan Gui (段珪), Gao Wang (高望), Zhang Gong (張恭), Han Kui (韓悝) e Song Dian (宋典).

## Primeiros anos
Dous dos eunucos, Zhang Rang (張讓) e Zhao Zhong (趙忠), passaram a servir no palácio imperial dos Han como servos mantendo o posto de jishi shengzhong (給事省中). Zhang Rang era originário da Comandância de Yingchuan (潁川郡; cerca de presente de dia Xuchang, Henan), enquanto Zhao Zhong era da Comandância de Anping (安平郡; perto da actual Jizhou, Hebei). Eles foram promovidos xiao huangmen (小黃門) durante o reinado do Imperador Huan (146-168). Em 159, Zhao Zhong participou num golpe de estado contra Liang Ji, o mais influente general que tinha monopolizado todo o poder estatal na década de 150 e conseguiu a  sua expulsão do poder. Agradecido, o Imperador Huan, nomeou-lhe dirigente dum distrito (都鄉侯). Em 165, Zhao Zhong foi promovido para um nivel secundário (關內侯) e foi-lhe adjudicado um salário anual de 1.000 hu de grãos.

## Durante o reinado do Imperador Ling
Durante o reinado do Imperador Ling (168-189), Zhao Zhang e Zhong Rang subiu para a posição de zhong changshi (中常侍) e recebeu títulos do imperador. Eles também eram aliados de outros eunucos influentes, Cao Jie (曹節; morreu 181) e Wang Fu (王甫; morreu 179). Depois de Cao Jie morrer, Zhao Zhong foi designado pela Imperatriz (大長秋). Por volta dessa altura, Zhang Rang e Zhao Zhong, juntamente com outras dez – Xia Yun (夏惲), Guo Sheng (郭勝), Sun Zhang (孫璋), Bi Lan (畢嵐), Li Song (栗嵩), Duan Gui (段珪), Gao Wang (高望), Zhang Gong (張恭), Han Kui (韓悝) e Song Dian (宋典) – todos ocuparam o cargo de zhong changshi (中常侍), além de títulos nobiliários. Os seus familiares e associados, que estavam espalhados pelas províncias e comendadorias do Império Han, foram notáveis pela sua corrupção.

## Queda da facção dos eunucos
Quando o Imperador Ling ficou gravemente doente em 189, ele secretamente confiou o seu filho mais novo, Liu Xie, nessa altura com oito anos, a um colaborador próximo e eunuco Jian Shuo. Perante a morte do imperador, Jian Shuo tentou pôr Liu Xie no trono mas o seu plano falhou. O filho mais velho do Imperador Ling, na altura com treze anos Liu Bian, tornou-se no imperador e foi conhecido como o Imperador Shao. A Imperatriz Dowager He (mãe do Imperador Shao) e o General-em-comando He Jin (irmão da Imperatriz Dowager He) tornaram-se nos regentes do imperador por ser menor de idade.

No estio de 189, após Jian Shuo saber que He Jin e os seus subordinados tramavam matá-lo, ele tentou persuadir os seus aliados eunucos para juntar-se a ele para matar He Jin. Porém, foram persuadidos por Guo Sheng, que era próximo da Imperatriz Dowager He, a rejeitar a ideia de Jian Shuo. Após isto, He Jin pendeu e executou Jian Shuo, tomando controlo das unidades militares que estavam antes sob o seu comando. No outono de 189, Yuan Shao sugeriu a He Jin eliminar a facção dos eunucos e consolidar o poder. A Imperatriz Dowager He imediatamente rejeitou a idea porque requeriria o contacto com homens numa base regular, o que ele considerava ofensivo e imodesto. A mãe da Imperatriz Dowager He e He Miao (何苗) tinham sido entregues ao eunucos para os protegerem, pelo que eles também se opuseram fortemente ao plano de He Jin, dizendo que eles deviam muito aos eunucos. (A Imperatriz Dowager He tornou-se na esposa do Imperador Ling porque os eunucos a tinham apoiado.
No oitavo mês lunar de 189, os eunucos planejaram uma acção para assassinar He Jin. Publicaram uma falsa ordem imperial no nome da Imperatriz Dowager He, ordenando He Jin entrar o palácio para vê-la. He Jin caiu na emboscada e morreu nas mãos dos eunucos, que o declararam culpado de traição.  Após a morte de He Jin, os seus subordinados Wu Kuang  (吳匡) e Zhang Zhang (張璋), juntamente com Yuan Shao, Yuan Shu e outros, lideraram as suas tropas para atormentar o palácio e matar os eunucos em vingança. Eles mataram qualquer homem que parecesse a um eunuco; alguns homens jovens que não tinham pêlos faciais, desesperados, baixaram as calças para provar que não eram eunucos. Durante o ataque, os eunucos tentaram levar a Imperatriz Dowager He, o Imperador Shao e Liu Xie fora do palácio. Lu Zhi interceptou o eunuco Duan Gui (段珪) e salvou a imperatriz dele. Mais de dous mil pessoas morreram no ataque.